# حويصلة منوية
الحُويصَلات المَنَوِيَّة(1) هي زوجٌ من الغدد الأنبوبية المُلفَّفة التي تقعُ خلف المثانة لدى الإنسان وبعض ذكور الثدييات. تُفرز الحُويصَلات سائلًا يُكون جزءًا من المَنِيّ.
يترواح طول الحُويصَلات بين 5-10 سنتيمترًا، وقُطرها بين 3-5 سنتيمترًا، وتقع بين المثانة والمستقيم. تمتلكُ الحويصلات تجيباتٍ خارجيةٍ متعددةٍ تحتوي على الغدد الإفرازية، والتي تتحدُ مع الأسهر لتكوين القناة الدَّافقة. تُزود الحُويصَلات دمويًا عبر الشريان المثاني الأسهري، وتُصرِفُ نحو الأوردة المثانية الأسهرية. تُبطن الغدد بخلايًا مُكعَّبية وأسْطوانيَّة الشكل. تُوجد الحويصلات في عدةٍ مجموعاتٍ من الثدييات، ولكن لا تُوجد في الشقبانيات والكظاميات وآكلات اللحوم.
يحدثُ التهاب الحويصلات المنويَّة عادةً بسبب عدوًى بكتيرية؛ وذلك نتيجةً لمرضٍ منقولٍ جنسيًا أو بعد الخضوع لإجراءٍ جراحي. قد يُسبب هذا الالتهاب ألمًا بطنيًا سفليًا أو ألمًا في الخصية أو القضيب أو الصفاق، إضافةً إلى قذفٍ مؤلم وتدمٍ في المنيّ. تُعالج هذه الحالة عادةً بالمضادات الحيوية، ولكن قد تحتاج بعض الحالات المعقدة إلى تصريفٍ جراحي. تحدثُ عددٌ من الحالات الأخرى في الحويصلات، وتتضمن تشوهاتٍ خلقيةٍ مثل فشل أو عدم اكتمال تكوين الحويصلات، بالإضافة إلى الأورام، ولكنها غير شائعة الحدوث.
وُصف جالينوس الحويصلات المنوية في بدايات القرن الثاني الميلادي؛ وذلك على الرغم من أنَّ الحويصلات لم تحصل على اسمها إلا في وقتٍ لاحق، حيث وُصفت في البداية باستخدام المصطلح الذي اشتُق منه مُصطلح البروستاتا.

## البنية والتركيب
الحُويصَلات المَنَوِيَّة هي زوجٌ من الغدد لدى الذكور، تقعُ أسفل المثانة وعند نهاية الأسهر، حيث يدخلُ البروستاتا. تُشكل كل حويصَلةٍ أنبوبًا ملففًا مطويًا، مع وجود تجيباتٍ خارجيةٍ في جدارها أحيانًا تُسمى الرُتوجُ. تكون نهاية الطرف السُفلي للأنبوب مستقيمةً وتُسمى القناة المُفْرِغة، والتي تتحدُ مع الأسهر في هذا الجانب من الجسم لتكوين القناة الدَّافقة، ثم تعبرُ هذه القنوات من خلال غدَّة البروسْتاتا قبل أن تفتح بشكلٍ منفصلٍ في الأُكَيمَة المنوية للإحليل البروستاتي. يترواح طول الحُويصَلات بين 5-10 سنتيمترًا، وقُطرها بين 3-5 سنتيمترًا، أما حجمها فحوالي 13 مليلترًا.
تُزود الحويصلاتُ دمويًا عبر الشريان المثاني الأسهري، وأيضًا عبر الشريان المثاني السفلي. ينشأُ الشريان المثاني الأسهري من الشرايين السُرِّيَّة، وهي تتفرع مباشرةً من الشرايين الحرقفية الغائرة. يُصرف الدم نحو الأوردة المثانية الأسهرية والضفيرة المثانية السفلية، والتي تُصرف محتواها نحو الأوردة الحرقفية الغائرة. يحدثُ التصريفُ اللمفي على طول المسار الوريدي، حيث يُصرّف نحو العقد اللمفية الحرقفية.
تقعُ الحويصلات خلف المثانة عند نهاية الأسهر؛ أي تقعُ في الحيز بين المثانة والمستقيم، فتكون المثانة والبروستاتا إلى الأمام، وطرف الحالب إلى الأعلى حيث يدخلُ المثانة، ولِفافةُ دينونفييه والمستقيم في الخلف.

### التطور الجنيني
يُوجد مذراقٌ في النهاية الخلفية للجنين النامي، حيث ينقسمُ خلال الأسبوع الرابع حتى السابع إلى جيبٍ بوليٍ تناسلي وبدايات القناة الشرجية، مع وجود جدارٍ يتشكلُ بين هذين الجيببين الداخليين يُسمى الحاجز البولي المستقيمي. تتشكلُ قناتان بجانب بعضهما البعض تتصلان بالجيب البولي التناسلي، هُما قناة الكلوة الجنينية الموسطة وقناة الكلوة الجنينية الموسطة الإضافية، والتي تُشكل السُبل التناسلية للذكور والإناث على الترتيب.
تنمو قناة الكلوة الجنينية الموسطة في الذكور تحت تأثير التستوستيرون، مكونةً البربخ والأسهر، بالإضافة إلى الحويصلات المنوية عبر جيبٍ خارجيٍ صغيرٍ بالقرب من البروستاتا النامية. تُفرز خلايا سيرتولي هرمونًا مضادًا لقناة مولّر، مما يؤدي لنكوص قناة الكلوة الجنينية الموسطة الإضافية.
يعتمدُ نمو الحويصلات المنوية واستمرارها، إضافةً إلى إفرازتها وحجمها/كتلتها، بشكلٍ كبيرٍ على الأندروجينات (هرمونات الذُّكوْرة). تحتوي الحويصلات المنوية على مختزلة الألفا-5، والتي تستقلب التستوستيرون إلى مستقلبٍ أكثرُ فاعليةٍ يُسمى ديهدروتستوستيرون (DHT). وُجدَ أنَّ الحويصلات المنوية تحتوي أيضًا على مستقبلات الهرمون المُلَوتِن، وبالتالي يمكن أيضًا تنظيمها عبر لَجين هذا المستقبل، وهو الهرمون المُلَوتِن.

### التشريح المجهري
تتكونُ البطانة الداخلية للحويصلات المنوية (النسيج الطلائي) من بطانةٍ تتخللها خلايًا عمودية ومكعبة الشكل. تُوجد أوصافٌ مُختلفةٌ للبطانة على أنها مُطبَّقةٌ كاذبة وتتكون من خلايًا عمودية الشكل فقط. عند مُطالعتها أسفل المجهر، فإنَّ الخلايا تظهر بأنها تحتوي على فقاعاتٍ كبيرةٍ في داخلها؛ ويرجع ذلك لاحتواء الجزء الداخلي، المُسمى بالسيتوبلازم، على قطيراتٍ شحمية تُساهم في الإفراز أثناء القذف. يمتلئ نسيج الحويصلات المنوية بغُددٍ مُتباعدةٍ بشكلٍ غير منتظم، كما تحتوي الحويصلات على عضلاتٍ ملساء ونسيجٍ ضام، حيث تُحيط هذه الأنسجة بالغدد، مما يُساعد على طَرحِ محتوياتها. يُغطى السطحُ الخارجي للغدد بالصِفاق.

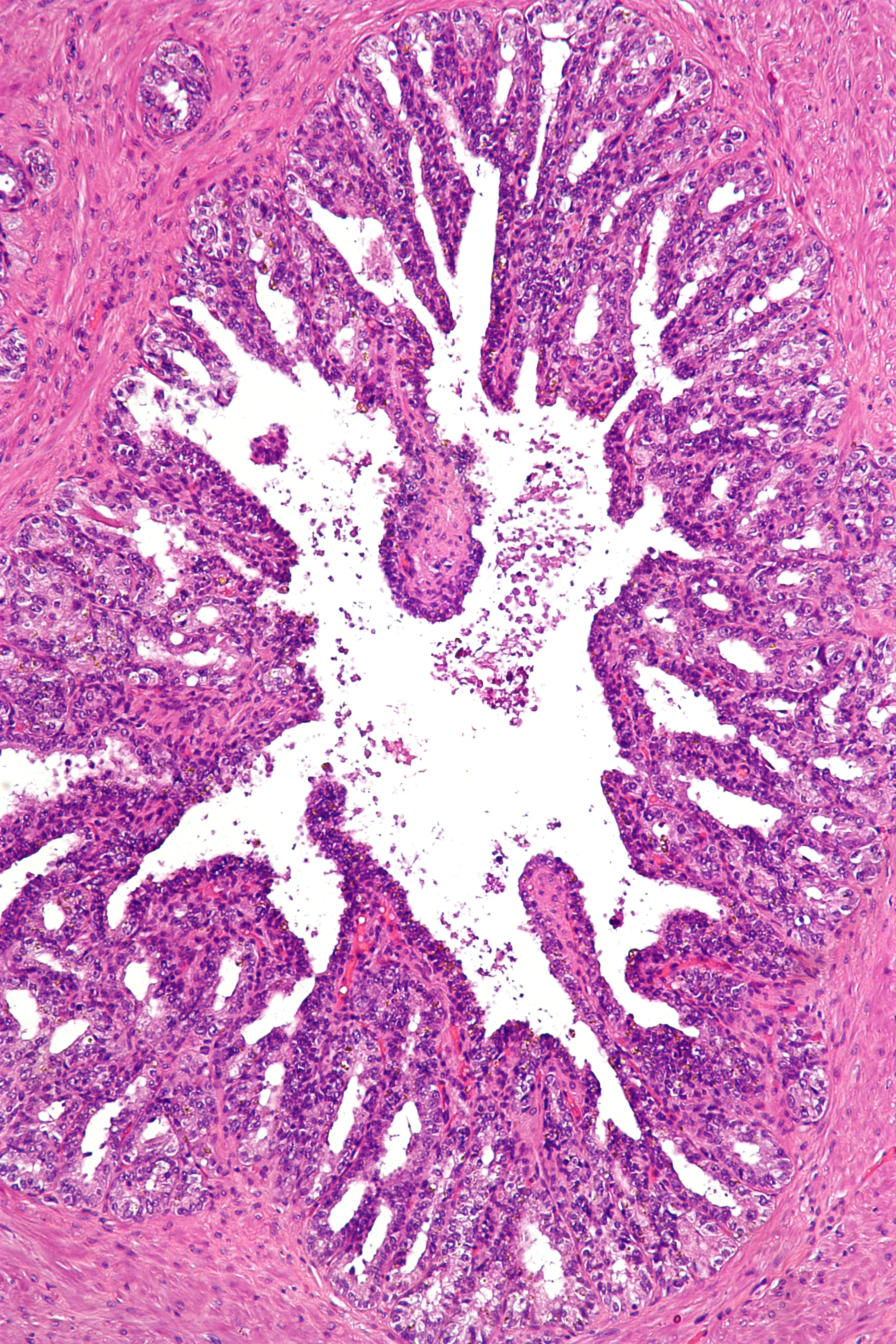
صورةٌ مجهريةٌ منخفضة التكبير للحويصلات المنوية. مصبوغةٌ بصبغة الهيماتوكسيلين واليوزين
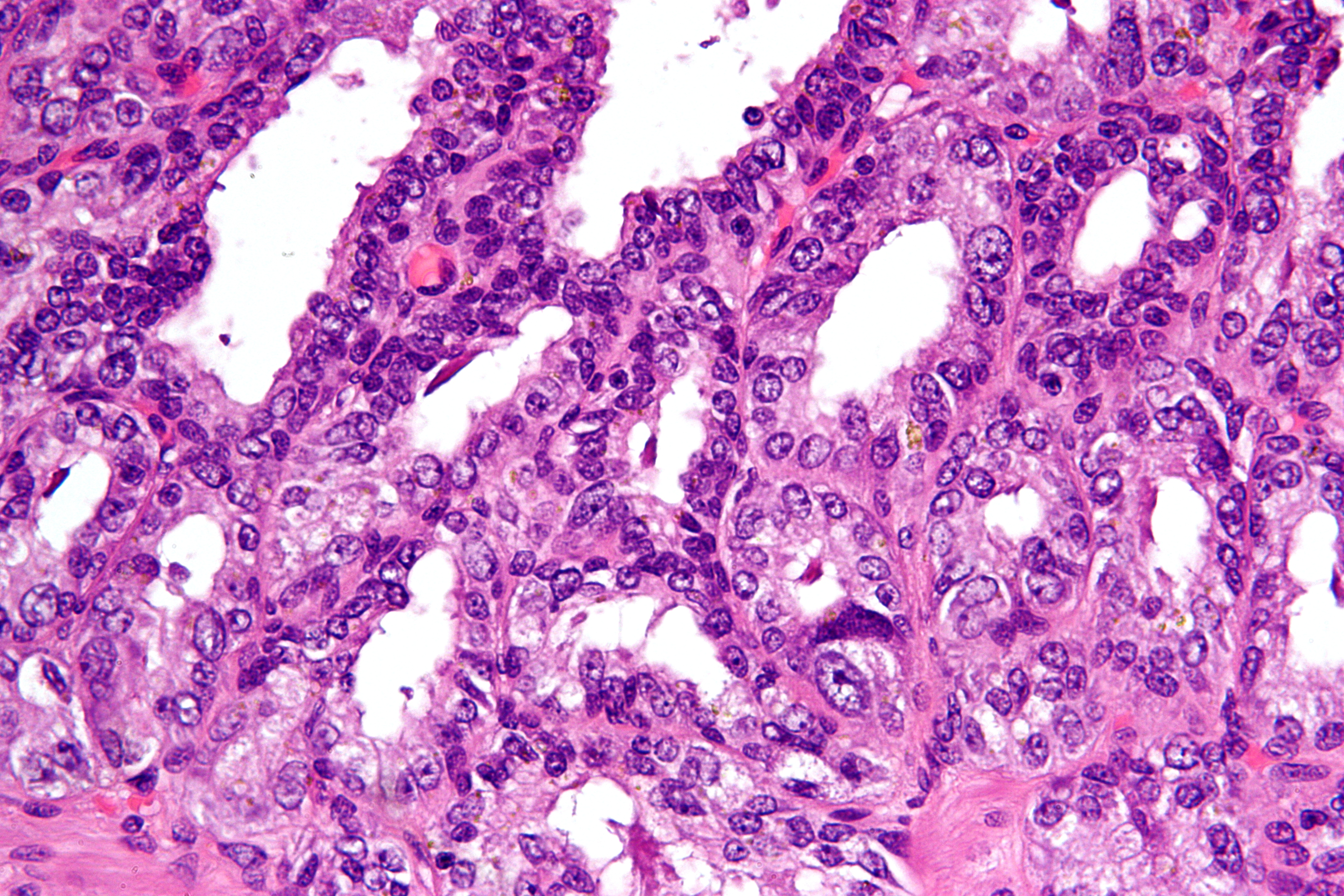
صورةٌ مجهريةٌ مرتفعة التكبير للحويصلات المنوية. مصبوغةٌ بصبغة الهيماتوكسيلين واليوزين

## الوظيفة
تُفرز الحويصلات المنوية نسبةً كبيرةً من السائل الذي يُكون المَنِيّ في نهاية المطاف. يُفرزُ السائل من القنوات الدافِقَة للحويصلات نحو الأسهر، ويُصبح السائل هُناك جزءًا من المَنيّ، ثم يعبرُ بعدها من الإحليل، حيث يُقذف السائل خلال الاستجابة الجنسية للذكر.
ينشأ حوالي 10-85% من السائل المنوي في الإنسان من الحويصلات المنوية. يتكون السائل من مغذياتٍ تتضمن الفركتوز وحمض السِّتريك، كما يتكون من البروستاغلاندينات والفيبرينوجين. تُساعد المُغذيات على دعم الحيوان المنوي حتى حدوث الإخصاب، كما أنَّ البروستاغلاندينات قد تُساعد عبر تليين مُخاط عنق الرحم، وأيضًا عبر إحداث تقلصاتٍ عكسيةٍ لأجزاءٍ من الجهاز التناسلي الأنثوي، مثل قناتي فالوب؛ وذلك لضمان تقليل احتمالية إبعاد الحيوانات المنوية.

## الأهمية السريرية

### الأمراض
تُعد أمراض الحويصلات المنوية نادرةً جدًا مُقارنةً بأمراض غدة البروستاتا، كما أنهُ من النادر ذكرها في المنشورات الطبية.
قد تحدث تشوهاتٌ خلقيةٌ في الحويصلات المنوية، وتشمل فشلًا في تكوين الحويصلات، والذي قد يكون كليًا (عدم التخلق) أو جزئيًا (نقص التنسج)، أو تكيساتٍ. غالبًا ما يرتبط فشل تكوين الحويصلات بغياب الأسهر أو ارتباطٌ شاذٌ بين الأسهر والحالب. قد تتأثر الحويصلات أيضًا بكيساتٍ أو داءٍ نشواني أو حصواتٍ، حيث قد تحتاج الحصوات أو الكيسات إلى تدخلٍ جراحي، وذلك إذا التهبت أو سدت الأسهر أو الحويصلات المنوية.
يحدثُ التِهابُ الحويصلة المنويَّة (بالإنجليزية: Seminal vesiculitis) عادةً بسبب عدوًى بكتيرية، مسببًا أعراضًا تتضمنُ آلامًا مبهمةً في الظهر أو أسفل البطن، والذي قد يكون ألمًا في القضيب أو كيس الصفن أو الصِفاق أو ألمًا عند القذف أو تدمٍ في المني عند القذف، بالإضافة إلى أعراضِ إفراغٍ مهيجةٍ وانسدادية، كما قد تُسبب ضعفًا جنسيًا. قد تحدث العدوى أيضًا بسبب عداوًى منقولةٍ جنسيًا، والتي تكون مضاعفاتٍ لإجراءٍ مثل خزعة البروستاتا. يُعالج التِهابُ الحويصلة المنويَّة عادةً بالمضادات الحيوية، أما إذا كان الشخص يُعاني من عدم ارتياح مُستمر، فيمكن إجراء تنظيرٍ للحويصلات المنوية عبر الإحليل. إذا كونت العدوى خُراجًا، فإنه قد يحتاج إلى تدخلٍ جراحيٍ أو تصريفٍ عبر الجلد. قد تتأثر الحويصلات المنوية أيضًا بالسل وداء البلهارسيات وداء المشوكات، حيث تُشخص هذه الأمراض وتُفحص وتعالج وفقًا للمرض الأساسي.
يندرُ حدوث أورامٍ حميدةٍ في الحويصلات المنوية، ولكن عندما تحدث، فإنها عادةً ما تكون أورامًا غدية حُليميّة وأورامًا غدية كيسِيّة. كما لا تُسبب ارتفاعًا في الواسمات الورمية، وعادةً ما تُشخص اعتمادًا على فحص الأنسجة التي أُزيلت بعد التدخل الجراحي. تُعد السرطانة الغدية الأولية أكثر أنواع السرطانات الخبيثة شيوعًا في الحويصلات المنوية وذلك على الرغم من نُدرة حدوثها، ولكن مع ذلك، إلا أنَّ غالبية السرطانات الخبيثة التي تُصيب الحويصلات هي آفاتٌ منتشرة إلى الحويصلات من أجزاء الجسم القريبة. قد تُسبب السرطانة الغدية في الحويصلات تدمٍ في البول أو المنّي، أو آلامًا أثناء التبول، أو احتباسًا في البول أو حتى انسدادًا في المسالك البولية. عادة ما تُشخص السرطانة الغدية بعد استئصالها؛ وذلك اعتمادًا على فحص الأنسجة. تُنتجُ بعض السرطانات الغدية الواسم الورمي CA-125، والذي يُمكن استخدامه لمراقبة تكرار حدوثها بعد ذلك. تشمل الأورام النادرة أيضًا الساركومة والسرطانة حرشفية الخلايا وورم الكيس المحي والسرطانة العصبية الصماويّة ووَرَمُ المُسْتقْتمات والأورام السدوية الظهارية واللمفوما.

### الفحوصات
قد تكون الأعراض الناتجة عن أمراض الحويصلات المنوية غير واضحةٍ ولا يمكن أن تُعزى على وجه التحديد إلى الحويصلات نفسها، وفي بعض الحالات أيضًا مثل الأورام أو الخُراجات قد لا تسبب أي أعراضٍ إطلاقًا. عند الاشتباه في حدوثٍ مرضٍ، مثل حدوث آلامٍ عند القذف أو وجود دمٍ في البول أو العقم؛ بسبب انسداد المسالك البولية، فإنه يُمكن إجراء مزيدٍ من الفحوصات.
قد يتسبب فحص المستقيم بالإصبع، والذي يتضمن إدخال إصبعٍ من قبل طبيب عبر فتحة الشرج، في حدوث إيلامٍ أكبرَ من المعتاد في غدة البروستاتا، أو قد يكشف عن حويصلة منوية كبيرة. يعتمدُ الجس على طول إصبع السبابة، حيث توجد الحويصلات المنوية فوق غدة البروستاتا وخلف المثانة.
يمكن أخذ عينةٍ من البول، ومن المرجح أن تظهر دمًا في البول. يتطلب الفحص المعملي لسائل الحويصلة المنوية عينة من المنّي، مثلًا لزرع المنّي أو تحليله. توفر مستويات الفركتوز مقياسًا لوظيفة الحويصلة المنوية، وفي حالة عدم وجوده، يشتبه في عدم التخلق الثنائي أو الانسداد.
يُجرى تصوير الحويصلات عن طريق التصوير الطبي، وذلك إما باستعمال تخطيط الصدى بطريق المستقيم أو التصوير المقطعي المحوسب أو التصوير بالرنين المغناطيسي. قد يُظهر الفحص باستخدام تنظير المثانة، حيث يُدخل أنبوبٌ مرنٌ في الإحليل، مرضًا في الحويصلات بسبب التغيرات في المظهر الطبيعي للمثلث المثاني القريب أو الإحليل البروستاتي.

## في الحيوانات
قد يتأثر تطور الحويصلات المنوية بالاصطفاء الجنسي، حيث تُوجد هذه الحويصلات في عدةِ مجموعاتٍ من الثدييات، ولكنها غير موجودةٍ في الشقبانيات والكظاميات وآكلات اللحوم. تتشابه الحويصلات وظيفيًا في جميع الثدييات التي تتواجد فيها، وتتمثل في إفراز سائلٍ يكون جزءًا من المَنِيّ الذي يُقذف خلال الاستجابة الجنسية.

## التاريخ
وصف جالينوس عمل الحويصلات المنوية في أوائل القرن الثاني بعد الميلاد، وذلك على أنها أجسامٌ غديّة (بالإنجليزية: glandular bodies) تُفرز موادًا إضافةً للمنّي أثناء التكاثر. وُصف وجود الغدد والقنوات المرتبطة بها في زمن هيروفيلوس. كانت الحويصلات تُوصف باستعمال كلمة «parastatai»، ولكن في وقت قريبٍ من أوائل القرن السابع عشر، أصبحت هذه الكلمة تستخدم للإشارة إلى غدة البروستاتا بدلًا من الحويصلات. كانت المرة الأولى التي صُورت فيها البروستاتا عبر رسمٍ فرديٍ بواسطة راينر دي جراف (بالإنجليزية: Reiner De Graaf) عام 1678 ميلاديًا.
وُصف أول استخدامٍ للجراحة بالمنظار في الحويصلات عام 1993 ميلاديًا، ويُعد الآن هو النهج المفضل؛ وذلك بسبب انخفاض الألم والمضاعفات وقصر مدة الإقامة في المستشفى.

## صور إضافية

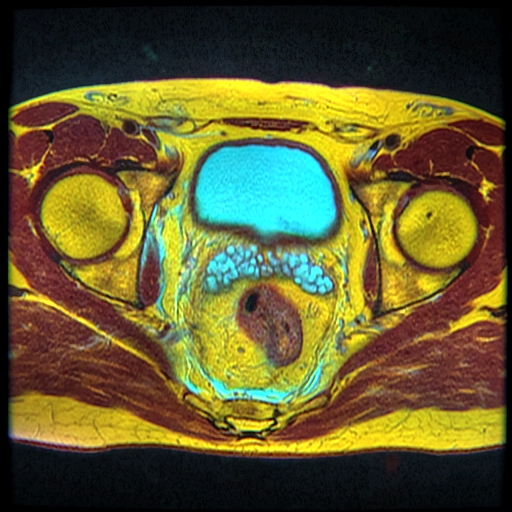
صورة رنينٍ مغناطيسي للحوض تُظهر الحويصلات المنوية. تظهر المثانة باللون السماوي، أما الحويصلات فهي الهياكل المفصصة تحتها.
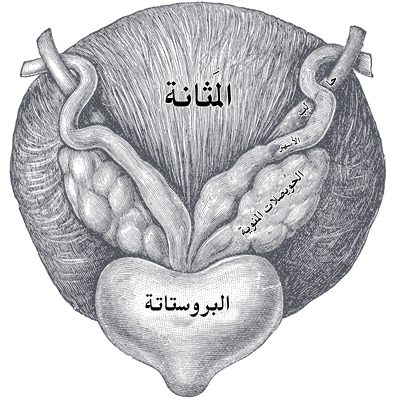
قاع المثانة مع الحويصلات المنوية.

## الهوامش
- «1»: الحُويصَلة المَنَوِيَّة[ar 1] أو الحُوَيْصِل المَنَوِي[ar 2] (بالإنجليزية: seminal vesicles) أو الغُدة المَنَوِيَّة (بالإنجليزية: seminal gland) أو الغُدة الحُويصَلية (بالإنجليزية: vesicular gland).[21]

### باللغة الإنجليزية
1. ↑  نموذج تأسيسي في التشريح، QID:Q1406710
2. 1 2 3 4 5 6 7 8 9 10 11 12 13 14 15 16 17 18 19 20 21 22 23  Arthur D. Smith (Editor), Glenn Preminger (Editor), Gopal H. Badlani (Editor), Louis R. Kavoussi (Editor) (2019). "112. Laparoscopic and Robotic Surgery of the Seminal Vessels". Smith's textbook of endourology (ط. 4th). John Wiley & Sons Ltd. ص. 1292–1298. ISBN:9781119245193. {{استشهاد بكتاب}}: |الأخير1= باسم عام (مساعدة)صيانة الاستشهاد: أسماء متعددة: قائمة المؤلفين (link)
3. 1 2 3 4 5 6 7 8 9  Standring, Susan، المحرر (2016). "Seminal vesicles". Gray's anatomy : the anatomical basis of clinical practice (ط. 41st). Philadelphia. ص. 1279–1280. ISBN:9780702052309. OCLC:920806541. مؤرشف من الأصل في 14 حزيران 2020. اطلع عليه بتاريخ 14 تشرين الأول 2021. {{استشهاد بكتاب}}: تحقق من التاريخ في: |تاريخ الوصول= (مساعدة)صيانة الاستشهاد: مكان بدون ناشر (link)
4. 1 2 3 4 5  Young، Barbara؛ O'Dowd، Geraldine؛ Woodford، Phillip (2013). "Male reproductive system". Wheater's functional histology: a text and colour atlas (ط. 6th). Philadelphia: Elsevier. ص. 346. ISBN:9780702047473.
5. 1 2 3  Kardong، Kenneth (2019). "Reproductive system". Vertebrates : comparative anatomy, function, evolution (ط. 8th). New York: McGraw-Hill. ص. 564. ISBN:9781260092042.
6. 1 2 3 4 5 6  Josef Marx، Franz؛ Karenberg، Axel (1 فبراير 2009). "History of the Term Prostate". The Prostate. ج. 69 ع. 2: 208–213. DOI:10.1002/pros.20871. PMID:18942121. The humor produced in those glandular bodies is poured into the urinary passage in the male along with semen and its uses are to excite to the sexual act, to make coitus pleasurable, and to moisten the urinary passageway.
7. 1 2  Michael H. Ross؛ Wojciech Pawlina (2010). "Male Reproductive System". Histology: A Text and Atlas, with Correlated Cell and Molecular Biology (ط. 6th). ص. 828. ISBN:978-0781772006.
8. 1 2 3 4  Sadley، TW (2019). "Genital ducts". Langman's medical embryology (ط. 14th). Philadelphia: Wolters Kluwer. ص. 271–5. ISBN:9781496383907.
9. ↑  B. Fey؛ F. Heni؛ A. Kuntz؛ D. F. McDonald؛ L. Quenu؛ L. G. jr. Wesson؛ C. Wilson (6 December 2012). Physiologie und Pathologische Physiologie / Physiology and Pathological Physiology / Physiologie Normale et Pathologique. Springer Science & Business Media. ص. 611–. ISBN:978-3-642-46018-0. مؤرشف من الأصل في 25 تشرين الثاني 2021. اطلع عليه بتاريخ 25 تشرين الثاني 2021. {{استشهاد بكتاب}}: تحقق من التاريخ في: |تاريخ الوصول= و|تاريخ أرشيف= (مساعدة)
10. 1 2 3  Gonzales GF (2001). "Function of seminal vesicles and their role on male fertility". Asian J. Androl. ج. 3 ع. 4: 251–8. PMID:11753468.
11. 1 2 3  Hall، John E (2016). "Function of the seminal vesicles". Guyton and Hall textbook of medical physiology (ط. 13th). Philadelphia: Elsevier. ص. 1024. ISBN:978-1-4557-7016-8.
12. ↑  Kierszenbaum، Abraham L.؛ Tres، Laura (2011). "Chapter 21: Sperm Transport and Maturation". Histology and Cell Biology: An Introduction to Pathology (ط. 3rd). St. Louis [u.a.]: Mosby. ص. 624. ISBN:978-0323078429. مؤرشف من الأصل في 4 أيار 2016. اطلع عليه بتاريخ 11 تشرين الأول 2021. {{استشهاد بكتاب}}: تحقق من التاريخ في: |تاريخ الوصول= (مساعدة)
13. ↑  Dagur G, Warren K, Suh Y, Singh N, Khan SA. Detecting diseases of neglected seminal vesicles using imaging modalities: A review of current literature. Int J Reprod Biomed. 2016;14(5):293-302.
14. 1 2 3 4  El-Hakim، Assaad (13 نوفمبر 2006). "Diagnosis and Treatment of Disorders of the Ejaculatory Ducts and Seminal Vesicles". في Smith، Arthur D. (المحرر). Smith's Textbook of Endourology (ط. 2nd). Wiley-Blackwell. ص. 759–766. ISBN:978-1550093650.
15. 1 2 3  "Seminal vesicle diseases". Geneva Foundation for Medical Education and Research. مؤرشف من الأصل في 2014-04-26.
16. ↑  Zeitlin، S. I.؛ Bennett، C. J. (1 November 1999). "Chapter 25: Seminal vesiculitis". في Curtis Nickel، J. (المحرر). Textbook of Prostatitis. CRC Press. ص. 219–225. ISBN:9781901865042. مؤرشف من الأصل في 26 تشرين الثاني 2021. اطلع عليه بتاريخ 26 تشرين الثاني 2021. {{استشهاد بكتاب}}: تحقق من التاريخ في: |تاريخ الوصول= و|تاريخ أرشيف= (مساعدة)
17. ↑  La Vignera S (أكتوبر 2011). "Male accessory gland infection and sperm parameters". International Journal of Andrology. ج. 34 ع. 5pt2: e330–47. DOI:10.1111/j.1365-2605.2011.01200.x. PMID:21696400.
18. ↑  Bianjiang Liu؛ Jie Li؛ Pengchao Li؛ Jiexiu Zhang؛ Ninghong Song؛ Zengjun Wang؛ Changjun Yin (فبراير 2014). "Transurethral seminal vesiculoscopy in the diagnosis and treatment of intractable seminal vesiculitis". The Journal of International Medical Research. ج. 42 ع. 1: 236–42. DOI:10.1177/0300060513509472. PMID:24391141.
19. 1 2  Katafigiotis، Ioannis؛ Sfoungaristos، Stavros؛ Duvdevani، Mordechai؛ Mitsos، Panagiotis؛ Roumelioti، Eleni؛ Stravodimos، Konstantinos؛ Anastasiou، Ioannis؛ Constantinides، Constantinos A. (31 March 2016). "Primary adenocarcinoma of the seminal vesicles. A review of the literature" (PDF). Archivio Italiano di Urologia e Andrologia. ج. 88 ع. 1: 47–51. DOI:10.4081/aiua.2016.1.47. ISSN:1124-3562. PMID:27072175. مؤرشف من الأصل في 5 كانون الأول 2020. اطلع عليه بتاريخ 16 كانون الأول 2021. {{استشهاد بدورية محكمة}}: تحقق من التاريخ في: |تاريخ الوصول= و|تاريخ أرشيف= (مساعدة)
20. ↑  Dixson, Alan F. "Sexual selection and evolution of the seminal vesicles in primates نسخة محفوظة 20 تشرين الأول 2017 على موقع واي باك مشين.." Folia Primatologica 69.5 (1998): 300-306.
21. ↑  Rowen D. Frandson؛ W. Lee Wilke؛ Anna Dee Fails (2009). "Anatomy of the Male Reproductive System". Anatomy and Physiology of Farm Animals (ط. 7th). John Wiley and Sons. ص. 409. ISBN:978-0-8138-1394-3. مؤرشف من الأصل في 13 آب 2020. اطلع عليه بتاريخ 23 كانون الثاني 2022. {{استشهاد بكتاب}}: تحقق من التاريخ في: |تاريخ الوصول= (مساعدة)

### باللغة العربيَّة
1. ↑  [أ] محمد هيثم الخياط (2006). المعجم الطبي الموحد: إنكليزي - عربي (بالعربية والإنجليزية) (ط. 4). بيروت: مكتبة لبنان ناشرون، منظمة الصحة العالمية. ص. 1891. ISBN:978-9953-33-726-5. OCLC:192108789. QID:Q12193380.
[ب] يوسف حتي؛ أحمد شفيق الخطيب (2011). قاموس حتي الطبي الجديد: طبعة جديدة وموسعة ومعززة بالرسوم إنكليزي - عربي مع ملحقات ومسرد عربي - إنكليزي (بالعربية والإنجليزية) (ط. الأولى). بيروت: مكتبة لبنان ناشرون. ص. 799. ISBN:978-9953-86-883-7. OCLC:868913367. QID:Q112962638.
[جـ] أيمن الحسيني (1996). قاموس ابن سينا الطبي: قاموس طبي علمي مصور (بالعربية والإنجليزية). مراجعة: عز الدين نجيب. القاهرة: مكتبة ابن سينا. ص. 313. ISBN:978-977-271-202-1. OCLC:4770172048. QID:Q113472538.
[د] محمد مرعشي (2003). معجم مرعشي الطبي الكبير (بالعربية والإنجليزية). بيروت: مكتبة لبنان ناشرون. ص. 416. ISBN:978-9953-33-054-9. OCLC:4771449526. QID:Q98547939.
[هـ] عبد العزيز اللبدي (2005)، القاموس الطبي العربي: عربي - عربي (بالعربية والإنجليزية) (ط. 1)، عَمَّان: دار البشير (الأردن)، ص. 534، OCLC:81299958، QID:Q119764318
2. ↑  قاسم سارة (2013). محمد حسان ملص (المحرر). معجم أكاديميا الطبي الجديد (بالعربية والإنجليزية). مراجعة: محمد الدبس (ط. 1). أكاديميا إنترناشيونال. ص. 606. ISBN:978-9953-37-092-7. OCLC:1164356572. QID:Q112637909.

## وصلات خارجية
- صور نسيجية: 17501loa — نظام تعلم علم الأنسجة في جامعة بوسطن - "الجهاز التناسلي الذكري: البروستاتا والحويصلة المنوية"
- صور تشريحية:44:04-0202 في مركز داونستيت الطبي التابع لجامعة نيويورك - "حوض الذكر: المثانة"
- صور تشريحية:44:08-0103 في مركز داونستيت الطبي التابع لجامعة نيويورك - "حوض الذكر: الهياكل الواقعة خلف المثانة"